# Грб Чувашије
Грб Чувашије је званични симбол једног од субјеката Руске федерације са статусом републике, Чувашије. Грб је званично усвојен 29. априла 1992. године.

## Опис грба
Грб Републике Чувашије представљен је окамењеном гранчицом урезаном на хералдичком штиту, који је подјељен на жуто поље у врху и црвено поље у дну позадине. На пољу грба је само једна фигура црвеног окамењеног цвијета, симбола мира, што је један од елемената чувашке орнаментике.
Штит је крунисан са другим елементом Чувашије — три осмокраке звијезде (негдје се називају и соларни знак). Испод штита је црвена лента уоквирена златним и златним словима који исписују име републике на чувашком и руском језику: „Чăваш Республики — Чувашская Республика“. Лента се завршава са стилизованим златним лишћем хмеља, који симболизују традиционално чувашко церемонијално и свечано пиће – пиво.

## Галерија
- Апокрифни грб Поволошке Бугарске (из 1672)
- (1857 г.)
- Грб Чувашке АССР 
 (из 1927)
- Грб Чувашке АССР 
 (из 1931)
- Грб Чувашке АССР 
 (из 1937)
- Грб Чувашке АССР 
 (из 1978)